# Calíope (instrumento)

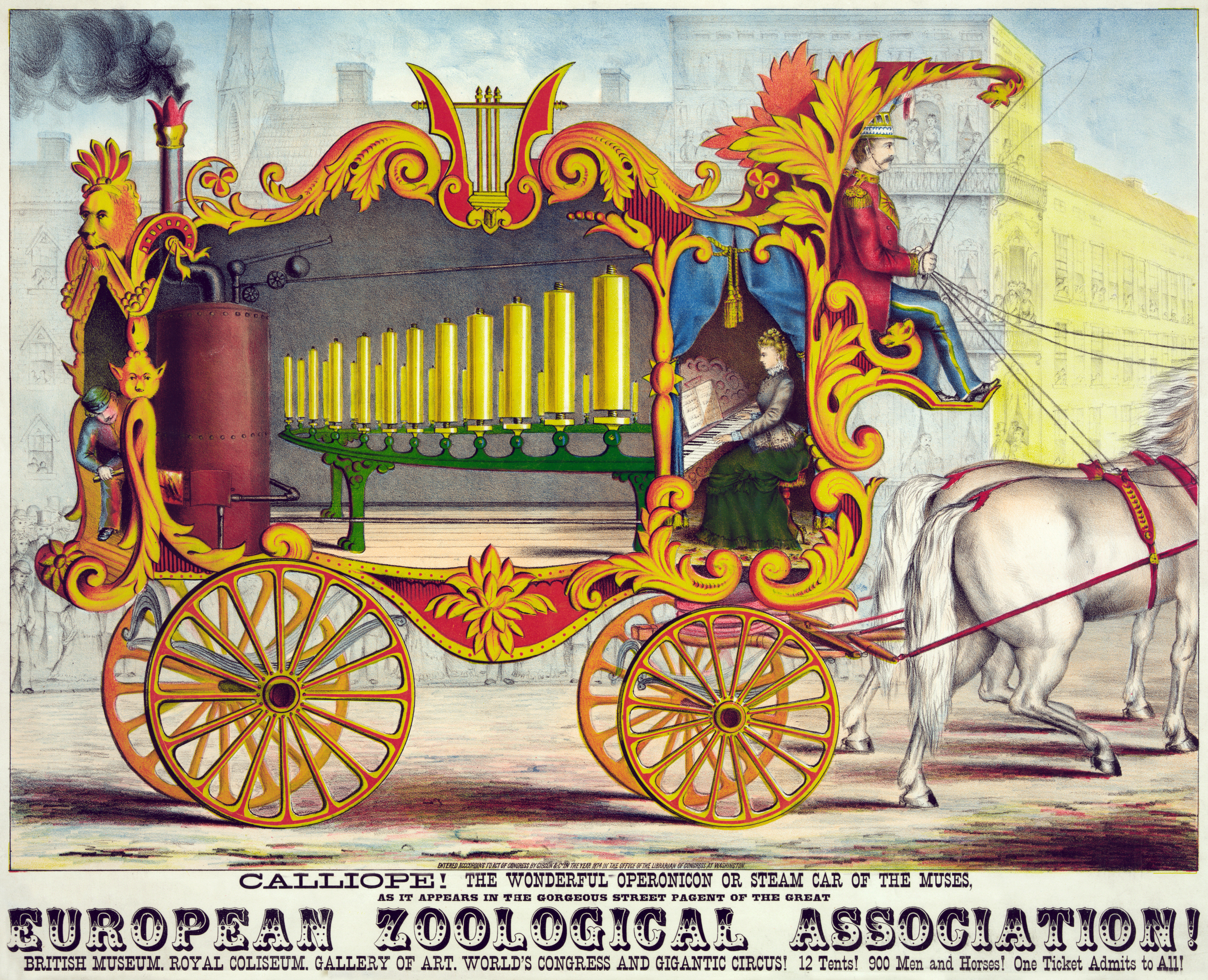
Calíope de un circo.

El calíope es un instrumento musical que produce sonido mediante un flujo de vapor a través de unos silbatos, originalmente de locomotora. 

## Historia
El inventor estadounidense Joshua C. Stoddard, nativo de Worcester, Massachusetts, patentó el calíope el día 9 de octubre de 1855, al cual denominó en dicho documento Aparato para producir música mediante vapor o aire comprimido ("Apparatus for producing music by steam or compressed air", en idioma inglés) a pesar de estar basado en conceptos ya conocidos. El calíope también es conocido como "órgano de vapor". Se tocaba con frecuencia en los circos, donde usualmente era montado en un vagón adecuadamente tallado, pintado, y tirado por caballos en los desfiles como se indica en la figura de este artículo basada en un cartel de la época.
El calíope original de Stoddard iba pegado a un rodillo metálico dentado, de modo similar a las cajas de música de su época. Los dientes del rodillo abrían válvulas para hacer sonar los silbatos. Más tarde, Stoddard cambió el cilindro por un teclado, de modo que el calíope pudiera tocarse como un órgano.
La mayoría de los calíopes desaparecieron a mediados del siglo XX, conforme el vapor dejó de usarse como fuente de energía, puesto que al no haber demanda de técnicos para las minas y los ferrocarriles, no había cómo tener las calderas del instrumento funcionando. Hoy en día quedan pocos calíopes, que rara vez son tocados.